# Karl Proske
Karl Proske (Gröbnig, 11 febbraio 1794 – Ratisbona, 20 dicembre 1861) è stato un musicologo e editore musicale tedesco.
Nel 1826 venne ordinato sacerdote a Ratisbona; quattro anni più tardi nel 1930 divenne Kapelmeister della cattedrale. Riuscì a raccogliere innumerevoli testi di musica sacra conservati in vari manoscritti in Germania e in Italia, grazie all'ingente patrimonio familiare. In questo modo fece conoscere pagine sconosciute di grande livello artistico, che vennero pubblicate postume nel 1863.